# Prayer
「Prayer」是藍井艾露的致敬專輯。於2012年4月11日由SME Records發行。

## 概要
「Prayer」作為《Fate/Zero》的致敬專輯，包括其中出現在作品中的七位英靈角色，並為他們各自所創作的代表曲。本人據說，每首歌曲都要跟據作品中的七位性格不同的英靈所創作，也沒有對該作品的角色詳細研究過，因此也遇到過不少問題。而藍井艾露本人認為，這張專輯是「一張令人享受的專輯」。她還曾在推特上給大家一些測驗，以找出每首歌的主题，故這是她非常重視的作品之一。

## 収録曲
1. LAMENT [5:20]
作詞：Eir・Sohshi Iihama、作曲・編曲：Tomo.
此曲的主題是Saber的真實感情和她的勇敢與失落的表現，包含了力量和悲傷。[1]。
2. ROSES [4:27]
作詞：Eir・安田貴広、作曲：安田貴広、編曲：安田貴広・下川佳代、弦樂/樂器：下川佳代
一首關於Lancer背叛主人而逃跑的遺憾歌曲。但由於Lancer本人缺乏感情起伏，故表達難度高。[1]。
3. UNDER THE MASK [3:54]
作詞：Eir・安田貴広、作曲・編曲：重永亮介
這首歌作為Assassin的代表曲，歌曲中有很多重疊的聲音。而且他的情緒起伏比Lancer更少，在做了一些初步的研究後，仍表示很困難，也曾經重做過。[1]。
4. END OF THE EARTH [4:20]
作詞：Eir、作曲・編曲：井上日徳
是首充滿男子氣概和震奮人心的歌曲[2]。
5. LAPSE FROM VIRTUE [5:34]
作詞：Eir・安田貴広、作曲・編曲：安田貴広
6. FADE INTO BLACK [4:12]
作詞：Eir、作曲・編曲：井上日徳
7. CRIMSON EYES [4:25]
作詞：Eir・Sohshi Iihama、作曲・編曲：黒須克彦
8. MEMORIA ORCHESTRA VER. [5:29]
作詞：Eir・安田史生、作曲：Fumio Yasuda、編曲・弦樂/樂器：下川佳代

## 外部連結
- Sony「Prayer」的專輯 （页面存档备份，存于）
- YouTube上的Prayer播放列表